# Into Glory Ride
Into Glory Ride, prodotto nel 1983 dalla Music for Nations, è il secondo album del gruppo musicale statunitense heavy metal Manowar. L'album è il primo registrato con il batterista Scott Columbus.

## Tracce
1. Warlord – 4:13
2. Secret of Steel – 5:48
3. Gloves of Metal – 5:23
4. Gates of Valhalla – 7:11
5. Hatred – 7:38
6. Revelation (Death's Angel) – 6:28
7. March for Revenge – 8:24

## Formazione
- Ross the Boss - chitarra
- Joey DeMaio - basso
- Scott Columbus - batteria
- Eric Adams - voce